# Myrflaten
Myrflaten är en sjö i Gagnefs kommun i Dalarna och ingår i Dalälvens huvudavrinningsområde. Sjön har en area på 0,237 kvadratkilometer och ligger 195,6 meter över havet.

## Delavrinningsområde
Myrflaten ingår i det delavrinningsområde (671041-145499) som SMHI kallar för Namn saknas. Medelhöjden är 201 meter över havet och ytan är 15,06 kvadratkilometer. Räknas de 811 avrinningsområdena uppströms in blir den ackumulerade arean 8 534,64 kvadratkilometer. Västerdalälven som avvattnar avrinningsområdet har biflödesordning 2, vilket innebär att vattnet flödar genom totalt 2 vattendrag innan det når havet efter 248 kilometer. Avrinningsområdet består mestadels av skog (64 procent). Avrinningsområdet har 0,74 kvadratkilometer vattenytor vilket ger det en sjöprocent på 4,9 procent. Bebyggelsen i området täcker en yta av 1,75 kvadratkilometer eller 12 procent av avrinningsområdet.